# Hok Lundy
Hok Lundy (tiếng Khmer: ហុក ឡងឌី) (3 tháng 2 năm 1950 – 9 tháng 11 năm 2008), cũng được phiên âm là Hok Lundi và Hoc Lundy, Tổng cục trưởng Tổng cục Cảnh sát Quốc gia Campuchia từ năm 1994 đến 2008; trước đây ông là thống đốc của tỉnh Svay Rieng. Ông có mối liên hệ với Hun Sen, Thủ tướng đương nhiệm, người mà ông đã gặp ở Việt Nam năm 1979: trong cuộc đảo chính quân sự năm 1997, ông đã chỉ huy lực lượng trung thành với Hun Sen; đồng thời, con gái của ông, Hok Chindavy, đã kết hôn với một trong những người con trai của Hun Sen, Hun Manit.

## Tiểu sử
Hok Lundy sinh ra ở làng Ta Pov, xã Bavet, huyện Chanthrea, Svay Rieng trong một gia đình có hai dòng máu Hoa-Việt. Tổ tiên người Việt của Hok Lundy thường được thảo luận rộng rãi trong dư luận, và ít nhất một phụ tá thân cận của Hok Lundy, Cheam Yeap đã xác nhận rằng ông cũng có một số tổ tiên người Việt và khá thông thạo tiếng Việt.
Ông trải qua những ngày tháng ấu thơ sống ở quê nhà cho đến năm 1977 thì trốn sang Việt Nam để trở thành một điệp viên cho Mặt trận Đoàn kết Dân tộc Cứu nước Campuchia. Hok Lundy trở về Campuchia sau sự sụp đổ của Khmer Đỏ, và công tác qua nhiều cơ quan chức năng ở các cấp khác nhau dưới thời Cộng hòa Nhân dân Campuchia tại tỉnh nhà của ông. Năm 1990, Hok Lundy được bầu làm Chủ tịch Ủy ban Nhân dân Phnôm Pênh. Ông từng là thống đốc tỉnh Svay Rieng trong 9 tháng từ tháng 1 đến tháng 9 năm 1994, trước khi được bổ nhiệm làm Tổng cục trưởng Tổng cục Cảnh sát Quốc gia.
Sau hậu quả của cuộc đảo chính năm 1997, các quan chức Funcinpec đã buộc tội Hok Lundy đã ra lệnh sát hại cố Thủ tướng Norodom Ranariddh; cùng ngày hôm đó, Hok Lundy đã buộc tội Funcinpec âm mưu ám sát Hun Sen, Phó Thủ tướng Sar Kheng, và cả chính ông nữa.
Vào tháng 2 năm 2006, Hok Lundy đã bị từ chối cấp thị thực đến Mỹ do nghi ngờ liên quan đến buôn bán ma túy và nạn buôn người. Tháng 3 năm 2006, ông được FBI trao huy chương vì những nỗ lực chống khủng bố, và mãi đến năm 2007, ông mới được chính phủ Mỹ cấp thị thực để có thể tham dự các buổi hội đàm về đề tài chống khủng bố.
Heng Pov, cựu cảnh sát trưởng ở Phnôm Pênh, đã tố cáo Hok Lundy có liên quan đến hơn 70 cái chết, bao gồm cả những nhân vật nổi tiếng của Campuchia như nữ diễn viên tài hoa bạc mệnh Piseth Pilika; đổi lại, Hok Lundy cáo buộc Heng Pov có liên quan đến vài vụ giết người khác, gồm cả một vụ án mạng.
Tổ chức Theo dõi Nhân quyền đã mô tả Hok Lundy là "đại diện cho điều tồi tệ nhất mà Campuchia phải đưa ra", và nói rằng "ngoài ông chủ của mình, Thủ tướng Hun Sen, hầu như không có ai ở Campuchia tỏ ra khinh thường pháp luật hơn Hok Lundy"
Hok Lundy chết đột ngột vào ngày 9 tháng 11 năm 2008, trong một vụ tai nạn máy bay trực thăng dưới trời mưa lớn, cùng với Tướng Sok Sa Em, phi công chính và phi công phụ. Nguyên nhân chính thức của vụ tai nạn được giới chức trách công bố là thời tiết xấu và có thể là sét đánh. Máy bay trực thăng cũng có thể đã va phải thứ gì đó trên đường hạ cánh. Các cuộc điều tra độc lập sau đó, có thể liên kết với các đảng chính trị đối lập, đã cho rằng vụ tai nạn nhiều khả năng là do phá hoại hoặc bị một tên lửa mặt đất bắn trúng.